# Morgantina
Morgantina (även Murgantia) är en arkeologisk utgrävning på Sicilien i kommunen Aidone. Den tidigaste större bosättningen som hittats var från järnåldern på höjden Cittadella i området som fanns från omkring 1000-talet till cirka 450 f.Kr. Den andra större bosättningen låg på slätten Serra Orlando och fanns från omkring 450 f.Kr. till omkring 50 e.Kr. Morgantina har varit föremål för arkeologiska utgrävningar sedan början av 1900-talet av bland annat arkeologen Erik Sjöqvist under 1950-talet.